# فر کیانی (نماد فروهر)

فر کیانی، آنگونه که از زمان امپراتوری ماد تصور می‌شد.

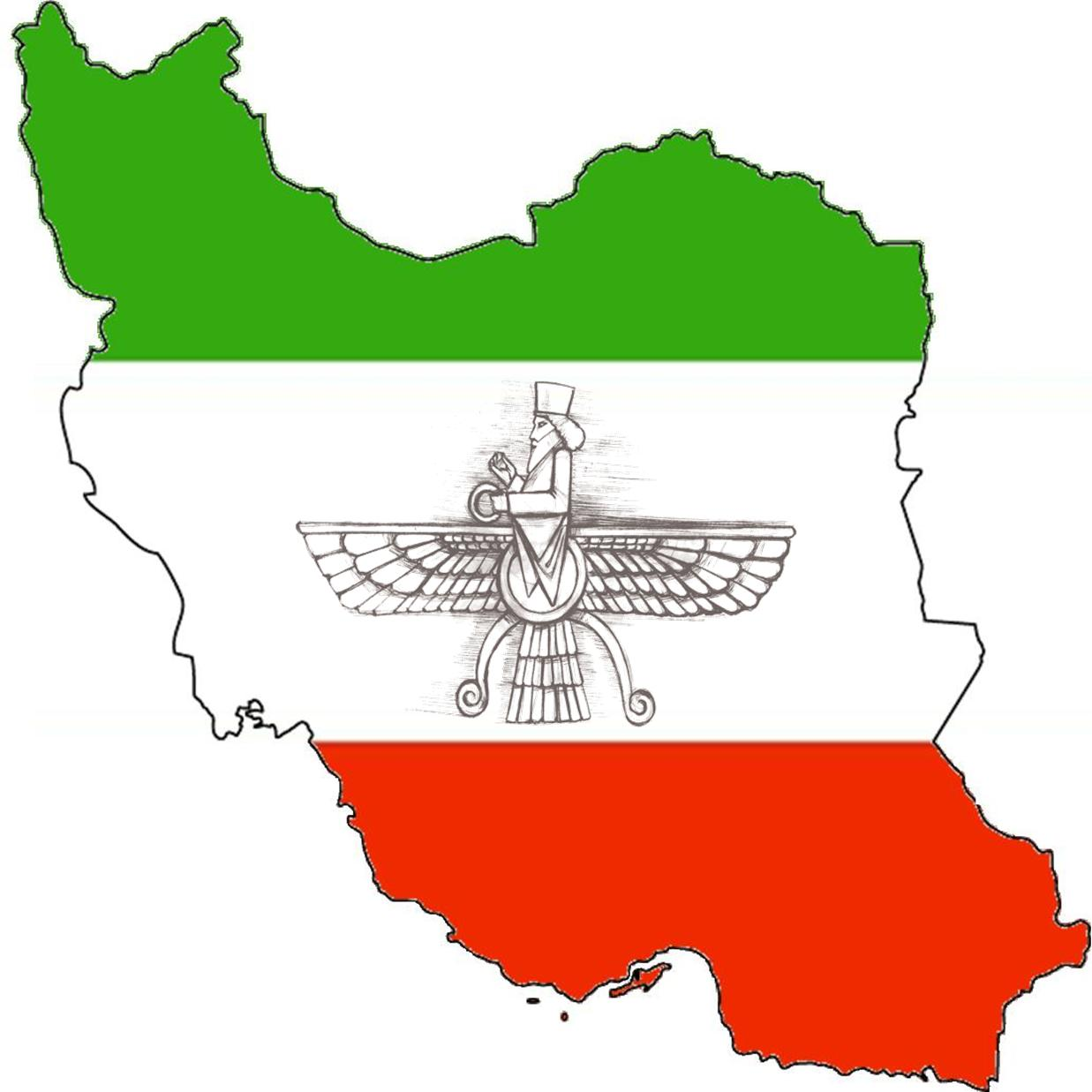
نماد ملی تخت پادشاهی ایران. این نماد پس از شکست پادشاهی ساسانی از اعراب، در سنگ‌نبشته‌ای بکار نرفت.

نماد فَرِّ کیانی که به نماد فَرَوَهَر (به اوستایی: 𐬟𐬀𐬭𐬎𐬎𐬀𐬵𐬀𐬭𐬀) مشهور است نشان پیکر بالداری است که در دیدگاه برخی باستان‌شناسان و ایران‌شناسان به‌نام نماد اهورامزدا معرفی شده است. نماد خورشید بالدار در فرهنگ خاورمیانه و در تمدن مصر، سوریه و آشور تاریخی طولانی دارد و نماد فروهر بازآفرینی‌ای از آن است. نماد فروهر، نماد پادشاهی کشور ایران است. نامیدن این نماد به عنوان نماد فَرَوَهَر به سدهٔ نوزدهم میلادی برمی‌گردد.
علیرضا شاهپور شهبازی، باستان‌شناس ایرانی در کتاب راهنمای مستند تخت جمشید این نماد را فر کیانی معرفی می‌کند و نام فَرَوَهَر را نامی نادرست برمی‌شمارد که به اشتباه رایج شده است.

## نماد
دانشمندان همواره دربارهٔ نماد فروهر اختلاف نظر داشته‌اند. تعداد انگشت‌شماری از نوشته‌های علمی، این نماد را اهورامزدا می‌دانند که اشتباه به نظر می‌رسد؛ زیرا اهورامزدا نه مذکر است و نه مؤنث. در اصل خداوند موجود زمینی نیست که جنسیت داشته باشد. همچنین دست نیایش را به درگاه خداوند بلند کرده است. مدرکی دال بر این‌که تصویر پیامبر زرتشت باشد هم وجود ندارد. از آنجایی که پیامبر زرتشت پارچه‌ای به سر می‌بسته و تاج پادشاهی بر سر نداشت این احتمال کمرنگ می‌شود؛ زیرا پیکری که در میان بال‌های شاهین مشاهده می‌شود، تاج پادشاهی بر سر دارد؛ بنابراین می‌توان به این نتیجه رسید که این پیکر، پیامبر زرتشت نیست؛ زیرا دارای تاج و جامه پادشاهی است و گردی پیمان (حلقهٔ پیمان به کشور) را به دست گرفته است. در دیرباز گردی پیمان همانند تاج، عصا و بازوبند پادشاهی از ابزارهای پادشاهان ایران محسوب می‌شده است.
بسیاری دیگر فر کیانی را نماد فر پادشاهی می‌دانند که مستند و معقول است. تصویر انسان در میان بال‌های شاهین، هویت به‌خصوصی ندارد و به تمام پادشاهان ایران گفته می‌شود که این نماد را برای بیان هویت ایرانی خود بکار برده و در سنگ‌نبشته‌ها کنده‌کاری کرده‌اند؛ بنابراین می‌توان به این نتیجه رسید که این پیکر، در واقع نماد فر پادشاهی ایران است. اما زرتشتیان زمان هخامنشی این نماد را بر بالای آتشکده‌های خود نصب می‌کردند و آن را مقدس و نماد نژاد خود می‌دانستند. در سکهٔ یافت شده مربوط به پیش از دوره اشکانیان و سده سوم پیش از میلاد مسیح، وادفَرَداد یکم، فرترکه پارس درحالی در مقابل آتشکده زرتشتی و درفش کاویانی در حال نیایش است که در بالای آتشکده، نماد فر کیانی به وضوح مشخص است؛ ولی درمجموع بنا بر سکه‌های یافته شده و کتیبه‌های باستانی پیش از اسلام، قطعی است که فر کیانی نماد هویت ایرانی بوده و در طرف مقابل دارِ مهر (جام آتش) به عنوان نماد مزدیسنا محسوب می‌شده است.

## ریشه‌شناسی
هارولد بیلی، زبان‌شناسی زبان‌های ایرانی ریشهٔ این واژه را از ریشهٔ ایرانی var- (پوشش، محافظت) و fra- (پس راندن) می‌داند و معنی اصلی اولیه واژهٔ فروهر را «دلاوریِ حفاظت‌کننده» عنوان می‌کند.
این واژه به ترتیب قدمت، در زبان پارسی باستان فْـرَوَرتی ((؟) fravarti)، در زبان اوستایی فْـرَوَشی (fravashi)، و در پارسی میانه (زبان پهلوی) فْـرَوَهْـر (fravahr) خوانده می‌شود.
در پارسی میانه شکل‌های دیگر این واژه به این‌صورت کاربرد داشته است:
fraward, frawahr, frōhar, frawaš, frawaxš

## تاریخچه

نماد فر کیانی در آتشکده یزد

در ایران تا اوایل سدهٔ بیستم میلادی، نماد فر کیانی تنها یک اثر باستانی به‌شمار می‌آمد. در سال‌های ۱۹۲۰ میلادی، یک تاریخ‌دان زرتشتی به نام جی.ام. اونوالا در نوشتارهای خود، فر کیانی را به اشتباه فروهر نامید و در اشتباهی دیگر، آن را نماد «فره‌وشی» یعنی روح نگارندهٔ آموزه‌های زرتشتی معرفی کرد. با انتشار این مقاله‌ها، زرتشتیان هندی که همچنان خود را با هویت پارسیان می‌شناسند آن را از میراث باستانی ایرانی‌شان برشمردند و استفاده از پیکر بالدار تخت جمشید، به دلیل اهمیت مذهبی و ملّی، به عنوان نماد زرتشت، از آنجا آغاز شد.
در سال ۱۹۲۸ میلادی، دانشمند اوستاشناس ایرانی‌تبار هندی، ایراک تاراپوروالا، مقاله‌ای منتشر کرد مبنی بر این‌که پیکر بالدار، اهورامزدا یا فره‌وشی نیست، بلکه «خورنه» (فرّ پادشاهی) است. در نخستین دهه‌های سدهٔ بیستم، نگارهٔ فروهر وارد آتشکده‌ها، زیورآلات و نشان انتشاراتیِ زرتشتی شد و پس از چند دهه، به استاندارد و اعتقاد باستانی زرتشتی تبدیل شد. این نماد با دین مزدیسنا بی‌ارتباط است و تنها نشانهٔ هویت پادشاهی کشور ایران به‌شمار می‌رود. یگانه نماد مزدیسنا، دار مهر نام دارد که یک جام آتش یا آتشدان فلزی است.

## طرح های اولیه
در فروهر های اولیه که اغلب برای دوران پادشاهی ماد ها و امپراتوری هخامنشیان هستند، اهورامزدا با چهار بال رسم شده است و بجای حلقه پیمان و عهد، برسم در دست دارد. به نظر می رسد به مرور زمان در ابتدا چهار بال اهورامزدا به دو بال تقلیل یافته و بال ها بجای منحنی به شکل تخت رسم شده اند، سپس حلقه پیمان و عهد جایگزین برسم در دستان اهورامزدا شده است. پس از این تغییرات نهایتا به فروهر های امروزی می رسیم که از امپراتوری ساسانیان بر جای مانده اند.

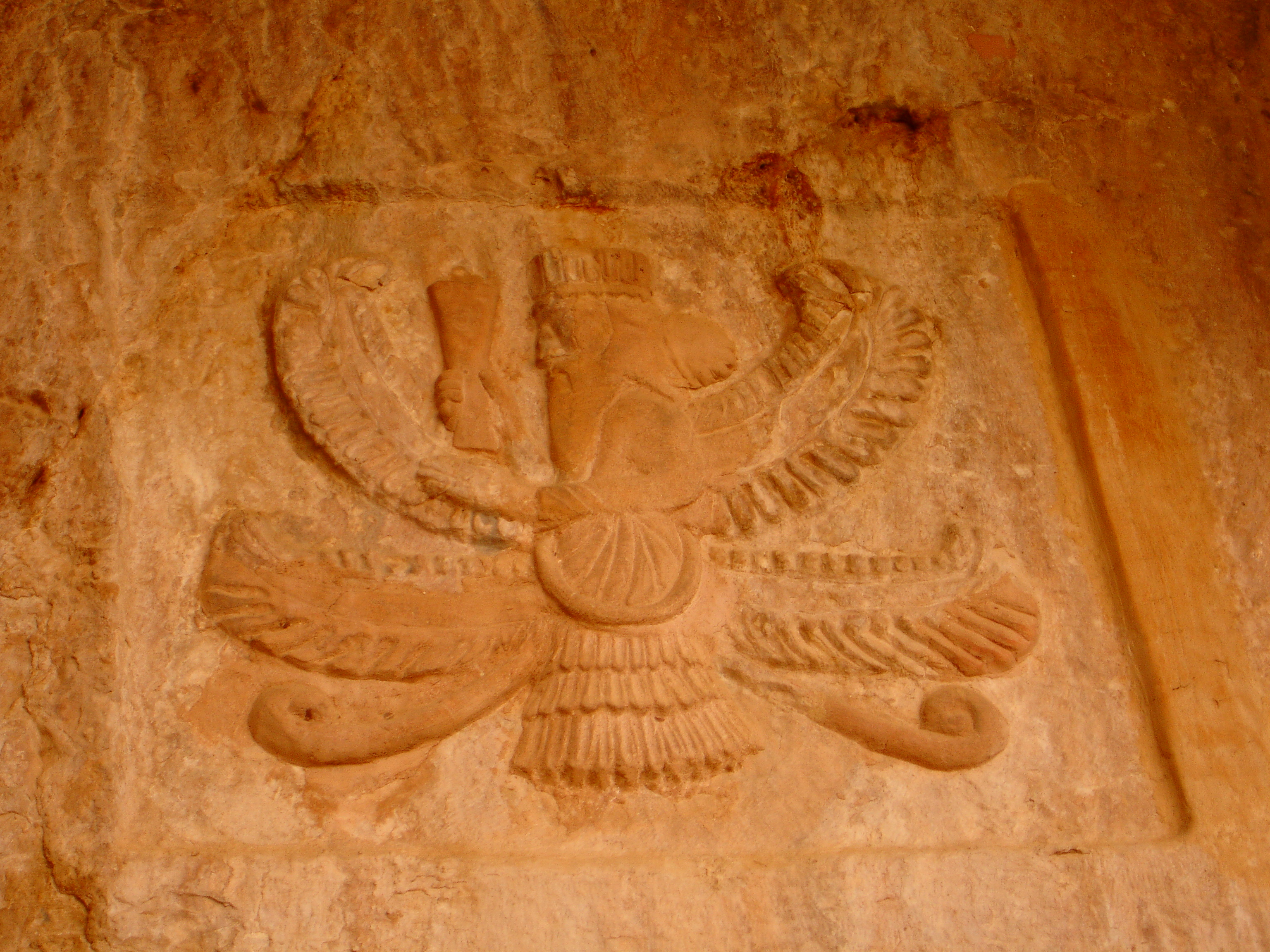
فروهر با چهار بال و برسم به دست در سنگ نگاره های آرامگاه قزقاپان دوران ماد؛ واقع در استان سلیمانیه عراق

فروهر با چهار بال و برسم به دست در گردن بند طلا دوران هخامنشی؛ واقع در موزه میهو ژاپن

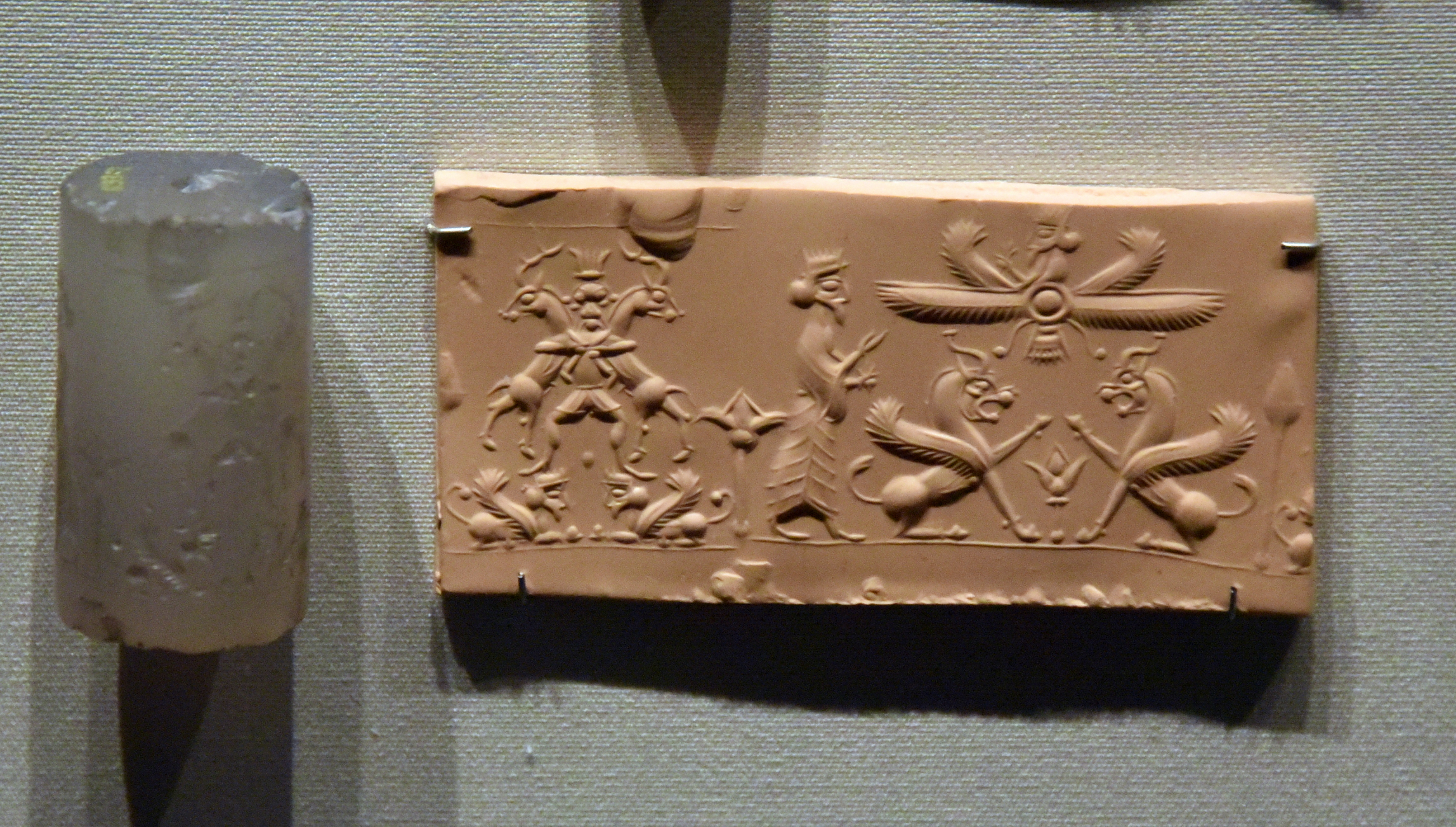
فروهر با چهار بال و برسم به دست در مهر استوانه ای سنگی دوران هخامنشی؛ واقع در موزه بریتانیا انگلستان

## نگارخانه

نماد فر کیانی کنده‌کاری شده در تخت‌جمشید فارس
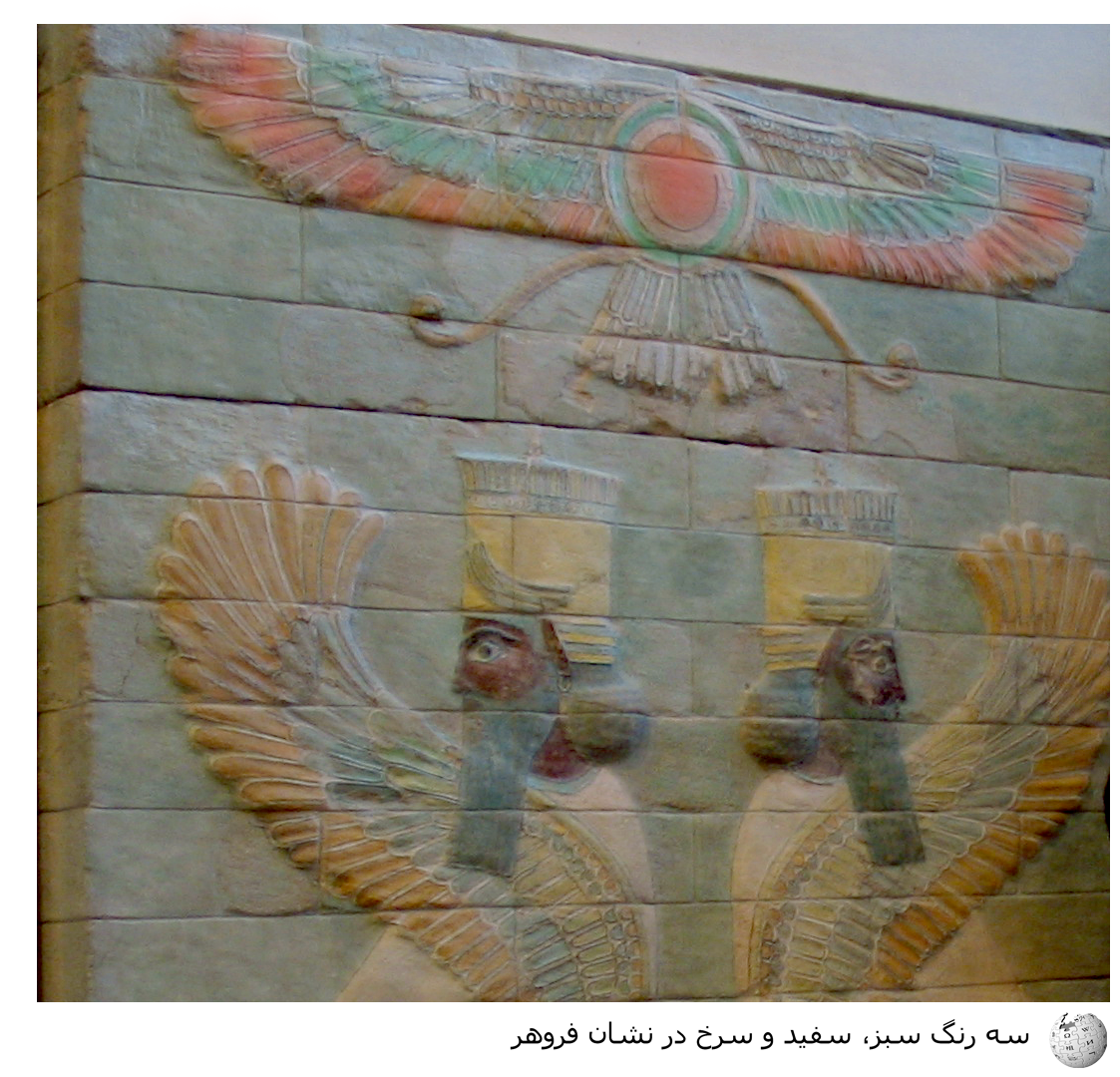
نسخه اصل نماد فر کیانی، کشف شده از شوش، خوزستان
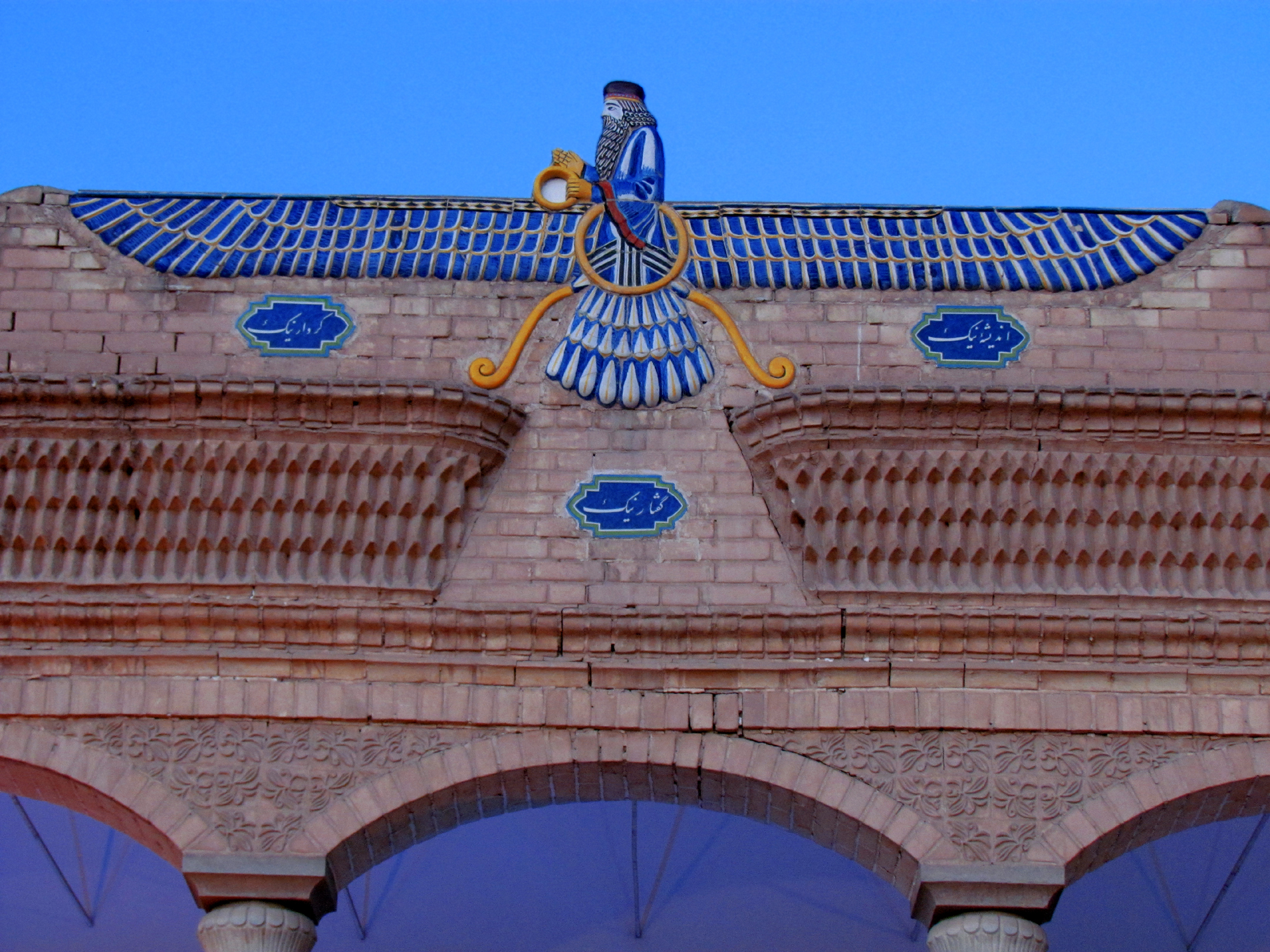
نماد فر کیانی سردر آتشکده زرتشتیان در یزد
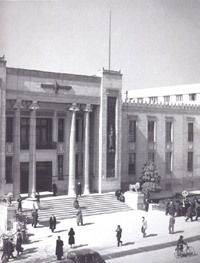
بانک ملی ایران در سال ۱۹۴۶ میلادی (۱۳۲۴ خورشیدی) در دوره رضاشاه
نشان‌واره (لوگو) باشگاه فوتبال پرسپولیس پیش از انقلاب اسلامی ۱۳۵۷
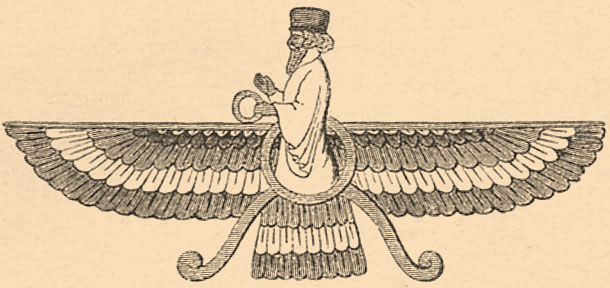
نقاشی شده توسط یهودیان در کتاب دانشنامه یهودی پیش از اسلام
فر کیانی به رنگ مشکی
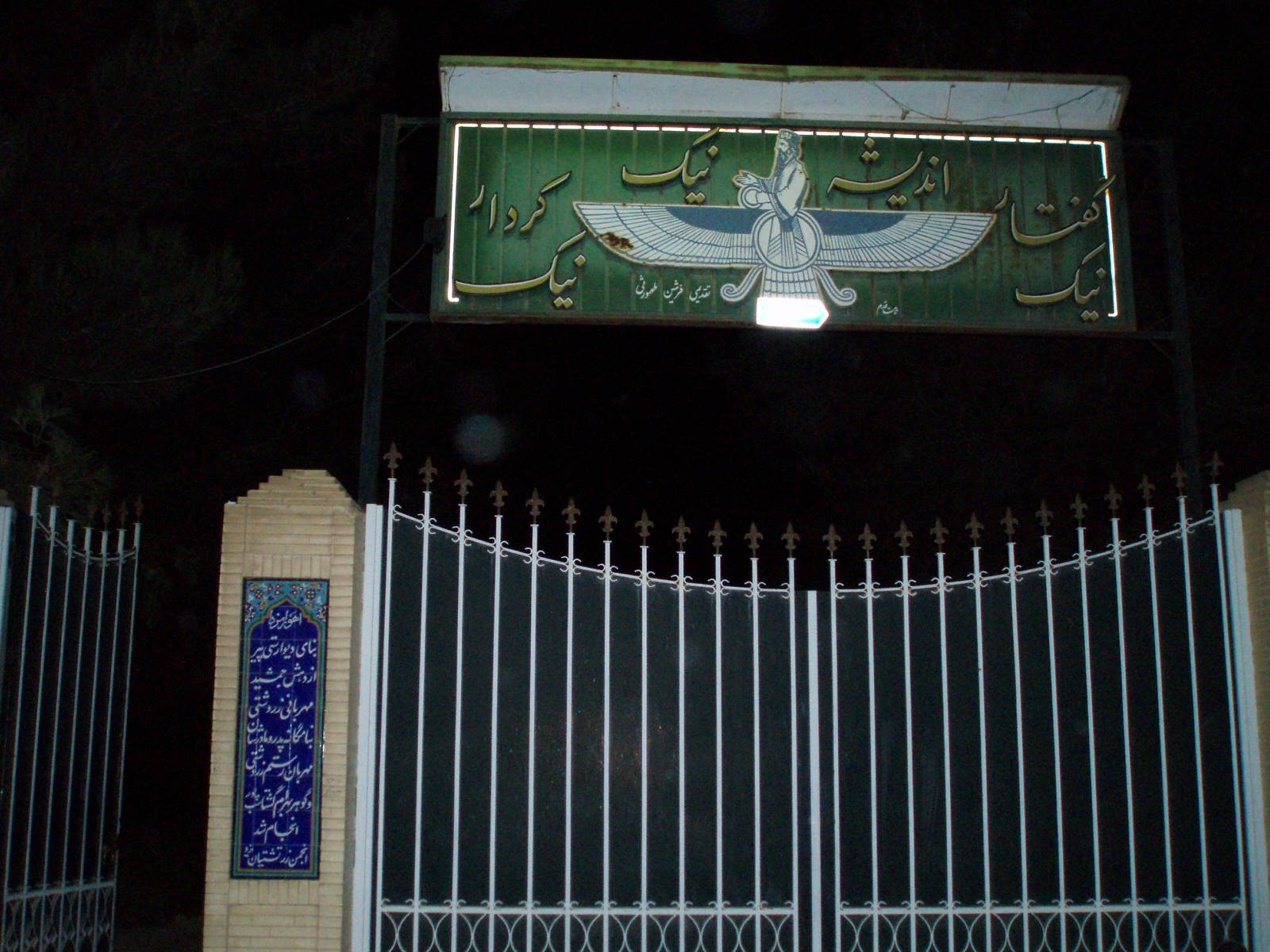
سردر یک آتشکده زرتشتی در یزد ایران
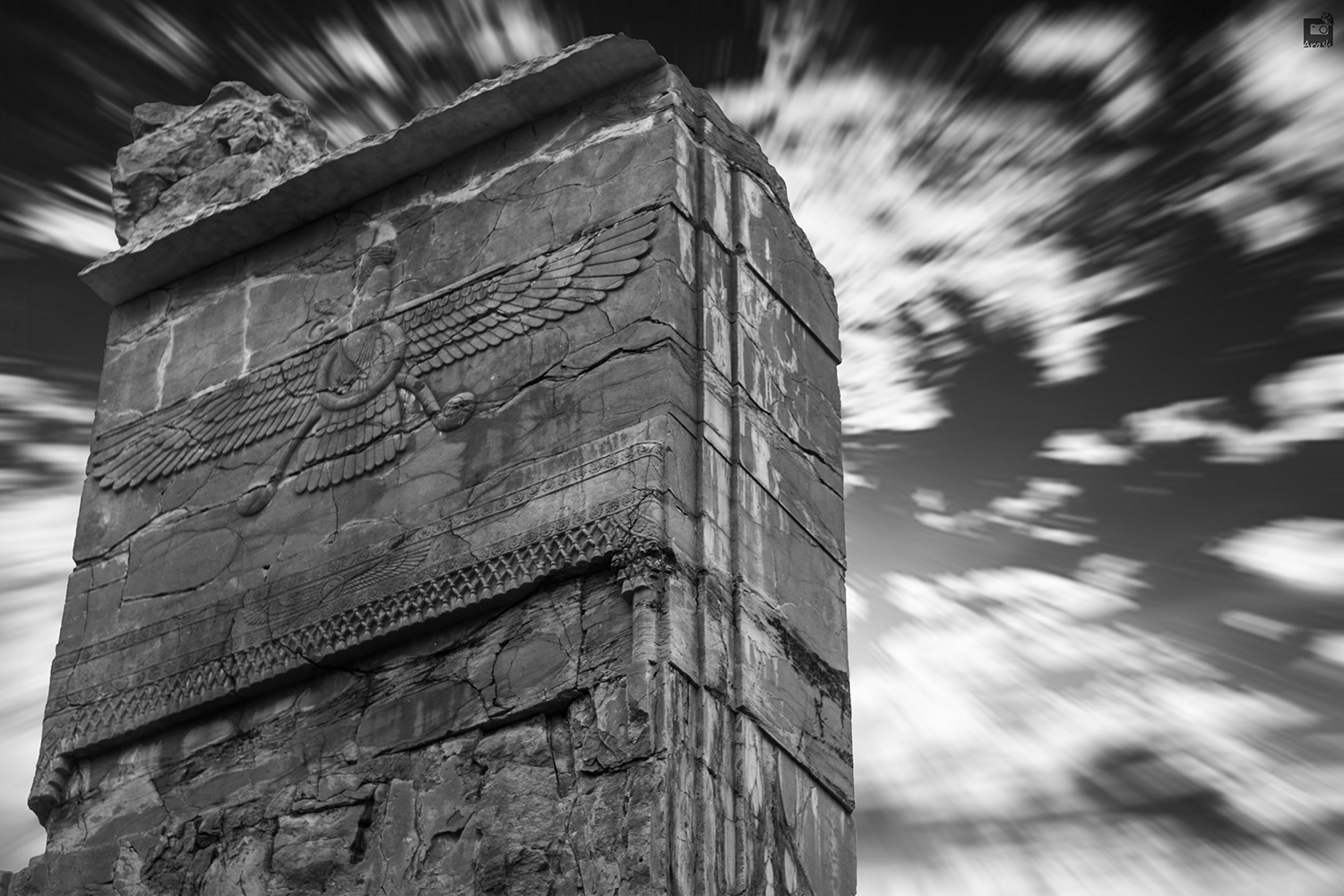
نماد فر کیانی کنده‌کاری شده در پاسارگاد
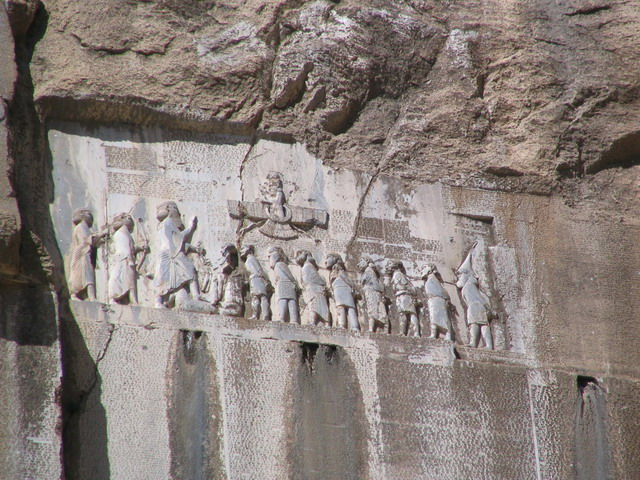
کنده کاری نماد فر کیانی داریوش هخامنشی در بیستون، کرمانشاه
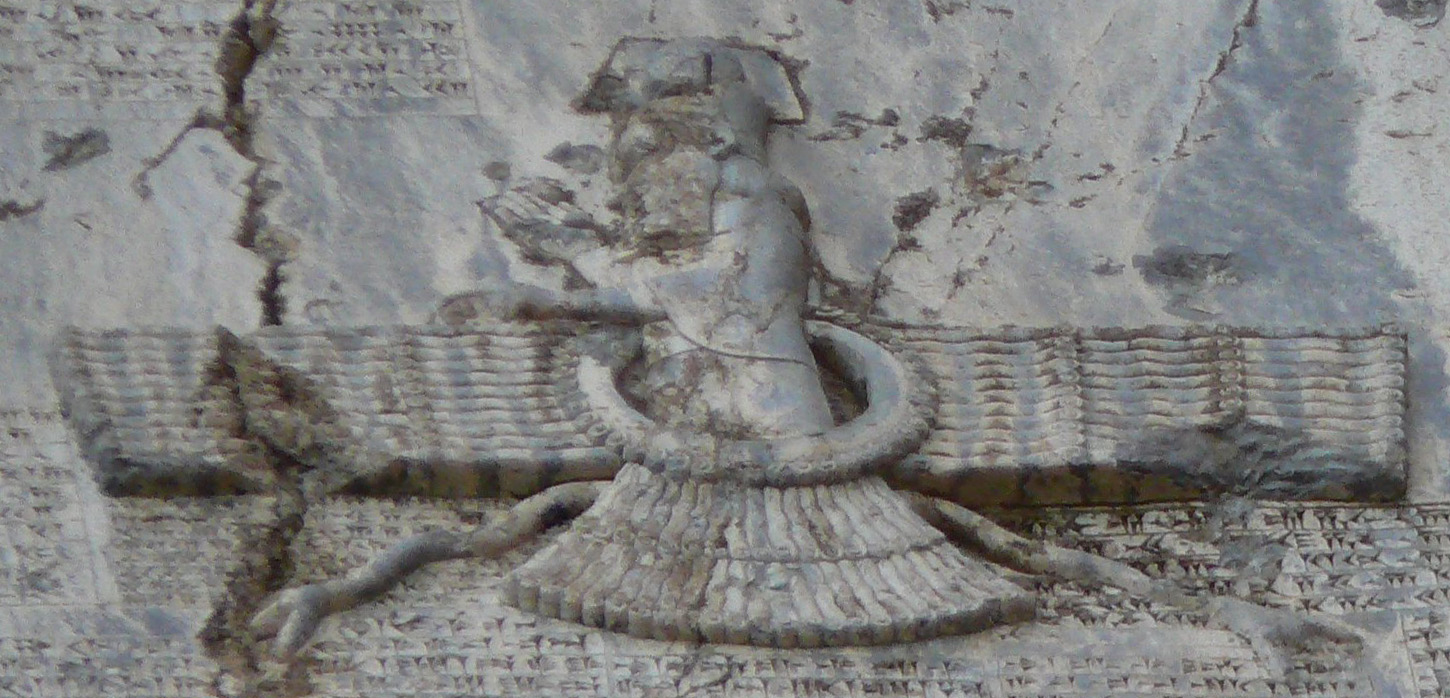
فر کیانی بیستون و کنده‌کاری خط میخی در کرمانشاه به سال ۵۲۰ پیش از میلاد مسیح